# Summer Son
Summer Son is een nummer van de Britse band Texas uit 1999. Het is de tweede single van hun vijfde studioalbum The Hush.
"Summer Son" werd een van de grootste hits die Texas gescoord heeft. Het was goed voor een top 10-notering in diverse Europese landen. In het Verenigd Koninkrijk bereikte het nummer de 5e positie. In Nederland had het nummer echter niet veel succes; daar moest het nummer het met een 2e positie in de Tipparade stellen, terwijl het toch wel een radiohit werd. In de Vlaamse Ultratop 50 was het nummer met een 14e positie wel succesvol.